# Illés barát
Illés barát (más néven: Magyarországi Illés; latinosan: Elias Hungarus; 14. század), szerzetes, a pápai küldöttség tagja, alighanem az egyik első magyar utazó, aki eljutott Kínába.

## Utazása
Kevesebb mint egy évszázaddal a tatárjárást követően, 1337-ben, az akkor Avignonban székelő XII. Benedek pápa követséget indított Üzbég kánhoz. Ennek a követségnek volt tagja a magyar Illés barát. A követség sikerrel járt, a mongol udvarban szívélyesen fogadták a pápa küldötteit. 1340-ben érkeztek vissza Avignonba két, a keresztény hitre térített tatár, Petranus de Lorto és Albertus kíséretében.
A küldöttség részleteiről kevés hitelt érdemlő forrás maradt fent, így Illés barát életét is homály fedi. Mindezzel együtt a történeti hagyomány úgy véli, hogy ő lehetett az első magyar, aki eljutott a mai Kína területére. XII. Benedek nem sokkal e küldöttség indulása után, egy másikat is menesztett Üzbég kánhoz, amelynek Illés honfitársa Gergely barát volt az egyik tagja.